# المكتب البحري الامبراطوري
المكتب البحري الامبراطوري كانت وكالة حكومية للإمبراطورية الألمانية. تأسست في أبريل من عام 1889، عندما ألغيت الأميرالية الإمبراطورية الألمانية وقسمت مهامها بين ثلاثة كيانات جديدة: القيادة العليا للبحرية الإمبراطورية ومجلس الوزراء الامبراطوري البحري والمكتب الامبراطوري للبحرية لأداء وظائف كوزارة للبحرية الإمبراطورية الألمانية.
وفقًا لدستور الإمبراطورية الألمانية لعام 1871، كانت الولايات الفيدرالية مسؤولة عن القوات البرية الألمانية والحكومة الإمبراطورية للبحرية. إذن، بينما كانت هناك جيوش خاصة لبروسيا وبافاريا وساكسونيا وفورتمبرغ، كان هناك سلاح بحري إمبراطوري واحد، وهو التكوين الوحيد تحت السلطة المباشرة للرايخ الألماني إلى جانب قوات Schutztruppe الاستعمارية.
كان رئيس المكتب البحري وزيرًا للخارجية، وكان مسؤولًا مباشرة أمام المستشار الإمبراطوري. في حين كانت الإدارة التنفيذية للبحرية من مسؤولية القيادة العليا للبحرية الإمبراطورية وتحت القيادة المباشرة للإمبراطور فيلهلم الثاني منذ عام 1899، كانت مهام المكتب إدارية بشكل أساسي، مثل التخطيط لبرامج الإنشاء والصيانة البحرية، وتوجيه عمليات الشراء. الإمدادات البحرية، وتقديم المشورة للبرلمان الرايخستاج في المسائل لالخاصة بالبحرية. كما أنها تدير أحواض بناء السفن الإمبراطورية في دانزيغ وكيل وفيلهلمسهافن والعديد من المؤسسات التعليمية، ومعهد سيوارت للأرصاد الجوية في هامبورغ.